# Taipana
Taipana (friuli nyelven: Taipane, szlovénül: Tipana) település Olaszországban, Friuli-Venezia Giulia régióban, Udine megyében. Lakosainak száma 566 fő (2023. január 1.). Taipana Attimis, Faedis, Lusevera, Nimis és Kobarid községekkel határos.

## Népesség
A település népességének változása:
| Lakosok száma | 615  | 596  | 566  |
|               | 2017 | 2018 | 2023 |